# Subdivisões da Índia
As subdivisões da Índia são unidades administrativas subnacionais indianas; elas compõem uma hierarquia aninhada de subdivisões de países. Os estados e os territórios da Índia frequentemente usam diferentes títulos locais para o mesmo nível de subdivisão (por exemplo, os mandals de Andra Pradexe correspondem a tehsils de Utar Pradexe e outros estados de língua hindi e talucas de Guzerate, Goa, Carnataca, Querala, Maarastra e Tâmil Nadu).
As subdivisões menores (aldeias e blocos) só existem em zonas rurais. Nas zonas urbanas existem órgãos locais urbanos, que tem papel semelhante a subdivisões rurais.

## História

### Pré-1956
O subcontinente indiano foi governado por uma multiplicidade de grupos étnicos ao longo de sua história, e cada um deles impunha a sua própria divisão administrativa. A atual subdivisão da Índia começou a tomar forma ainda durante o regime colonial britânico. A Índia britânica chegou a incluir todo o atual território indiano e os modernos Paquistão e Bangladexe, além de protetorados no Nepal, Afeganistão e Birmânia. Naquele período histórico, as diversas regiões da Índia eram governadas pelos britânicos diretamente ou por meio de rajás locais. A independência, em 1947, preservou em grande medida as divisões existentes, com exceção de áreas como o Panjabe, que foram partilhadas entre a Índia e o Paquistão. Um dos primeiros desafios do novo país foi integrar o grande número de estados principescos à união.
Verificou-se após a independência um período de instabilidade, já que muitos dos estados haviam sido criados arbitrariamente pelos britânicos para atender a seus interesses coloniais e não refletiam, necessariamente, a vasta diversidade étnica do subcontinente. As tensões étnicas levaram o parlamento indiano a reorganizar o país segundo critérios étnicos e linguísticos em 1956.

### Pós-1956
Em 1962, as antigas colônias francesas e portuguesas foram incorporadas à República da Índia na forma dos territórios federais de Pondicheri, Dadrá, Nagar Aveli, Goa, Damão, e Diu.
Muitos estados e territórios novos foram criados a partir dos estados existentes em 1956. O estado de Bombaim foi dividido, por critérios linguísticos, nos novos estados de Guzerate e Maarastra em 1º de maio de 1960. Em 1966, o estado do Panjabe foi dividido conforme critérios linguísticos e religiosos de modo a criar o estado de Harianá (hindu e de fala híndi), a transferir os distritos setentrionais do Panjabe para o estado de Himachal Pradexe e a definir a cidade de Chandigar (um território federal) como a capital compartilhada dos estados do Panjabe e de Harianá. Nagalândia tornou-se um estado em 1962, Megalaia e Himachal Pradexe, em 1971, e Tripurá e Manipur, em 1972. Naquele ano, Arunachal Pradexe tornou-se um território federal. O Reino do Siquim foi anexado à Índia como um estado em 1975. Mizorã tornou-se um estado em 1986, e Goa e Arunachal Pradexe, em 1987; os enclaves goenses de Damão e Diu tornaram-se um território federal separado. Em 2000, criaram-se três novos estados: Jarcanda (a partir dos distritos meridionais de Biar), Chatisgar (a partir do leste de Madia Pradexe) e Utaracanda (a partir do noroeste de Utar Pradexe). Os territórios federais de Deli e de Pondicheri receberam o direito de eleger seus próprios legislativos.

## Zonas
Os estados foram agrupados em seis zonas que têm um conselho consultivo "para desenvolver o hábito do trabalho cooperativo" entre esses estados. Cinco Conselhos Zonais foram criados vide Parte-III do Ato de reorganização dos estados, de 1956. Problemas especiais os estados do Nordeste são abordados por um outro órgão estatutário - O Conselho do Nordeste, criado por ato do Conselho do Nordeste de 1971. A presente composição de cada um desses Conselhos Zonais é como abaixo:
O Conselho Zonal do Norte, que compreende os estados de Harianá, Himachal Pradexe, Panjabe, Rajastão e os territórios da União de Chandigar e Jamu e Caxemira;
O Conselho Zonal do Norte-Central, que compreende os estados de Biar, Madia Pradexe, Utar Pradexe, Utaracanda e Território da Capital Nacional;
O Conselho Zonal do Nordeste, que compreende os estados de Assã, Arunachal Pradexe, Manipur, Megalaia, Mizorã, Nagalândia e Tripurá;
O Conselho Zonal do Leste, que compreende os estados de Chatisgar, Jarcanda, Orissa, Siquim, Bengala Ocidental e os Territórios da União das Ilhas de Andamão e Nicobar

## Estados e territórios da União
O Conselho Zonal do Oeste, que compreende os estados de Goa, Guzerate, Maarastra e os Territórios da União de Dadrá e Nagar Aveli e Damão e Diu;
O Conselho Zonal do Sul, que compreende os estados de Andra Pradexe, Carnataca, Querala, Tâmil Nadu, Telanganá e os Territórios da União de Laquedivas e Pondicheri.
A Índia é composta por 28 estados e 7 territórios da União e o Território da Capital Nacional. Os territórios da união são governados por administradores, nomeados pelo Presidente da Índia. Dois dos territórios (Território da Capital Nacional e Pondicheri) ter sido dada soberania parcial, com os legislativos eleitos e conselhos executivos de ministros, mas poderes limitados.
Estados
| Número no mapa | Estado            | Código | Capital |  |
| -------------- | ----------------- | ------ | --- |  |
| 1              | Andra Pradexe     |        | Haiderabade (sede do judiciário estadual, em função compartilhada com Telanganá até 2024); Vijayawada; atualmente Amaravati |  |
| 2              | Arunachal Pradexe | AR     | Itanagar |  |
| 3              | Assã              | AS     | Dispur |  |
| 4              | Biar              | BR     | Patná |  |
| 5              | Chatisgar         | CG     | Naya Raipur |  |
| 6              | Goa               | GA     | Pangim |  |
| 7              | Guzerate          | GJ     | Gandhinagar |  |
| 8              | Harianá           | HR     | Chandigar (compartilhado com Panjabe, também um território da União)                                                        |  |
| 9              | Himachal Pradexe  | HP     | Shimla (verão), Dharamshala (inverno)                                                                                       |  |
| 10             | Jarcanda          | JH     | Ranchi |  |
| 11             | Carnataca         | KA     | Bangalor |  |
| 12             | Querala           | KL     | Thiruvananthapuram |  |
| 13             | Madia Pradexe     | MP     | Bhopal |  |
| 14             | Maarastra         | MH     | Bombaim (verão), Nagpur (inverno)                                                                                           |  |
| 15             | Manipur           | MN     | Imphal |  |
| 16             | Megalaia          | ML     | Xilongue |  |
| 17             | Mizorã            | MZ     | Aizawl |  |
| 18             | Nagalândia        | NL     | Kohima |  |
| 19             | Orissa            | OD     | Bhubaneswar |  |
| 20             | Panjabe           | PB     | Chandigar (compartilhado com Harianá, também um território da União)                                                        |  |
| 21             | Rajastão          | RJ     | Jaipur |  |
| 22             | Siquim            | SK     | Gangtok |  |
| 23             | Tâmil Nadu        | TN     | Chennai |  |
| 24             | Telanganá         | TS     | Haiderabade (compartilhada com o estado de Andra Pradexe até 2024)                                                          |  |
| 25             | Tripurá           | TR     | Agartala |  |
| 26             | Utar Pradexe      | UP     | Lucknow |  |
| 27             | Utaracanda        | UK     | Dehradun (inverno), Gairsain (verão)                                                                                        |  |
| 28             | Bengala Ocidental | WB     | Calcutá |  |

Territórios da União
| Número no mapa | Territórios da União              | Código | Capital                                                     |
| -------------- | --------------------------------- | ------ | ----------------------------------------------------------- |
| A              | Andamão e Nicobar                 | AN     | Port Blair                                                  |
| B              | Chandigar                         | CH     | Chandigar (também capital dos estados de Harianá e Panjabe) |
| C              | Dadrá e Nagar Aveli e Damão e Diu | TBA    | Damão                                                       |
| D              | Jamu e Caxemira                   | JK     | Serinagar (verão), Jamu (inverno)                           |
| E              | Ladaque                           | LA     | Leh                                                         |
| F              | Laquedivas                        | LD     | Kavaratti                                                   |
| G              | Território da Capital Nacional    | DL     | Nova Deli                                                   |
| H              | Pondicheri                        | PY     | Pondicheri                                                  |

Ver também: Lista de estados e territórios da união da Índia por população (inclui áreas)

## Regiões
Alguns estados da Índia são divididos em regiões. As regiões da Índia não são divisões administrativas oficiais. Eles não têm nenhum status governamental administrativo oficial. Eles são regiões puramente geográficas; alguns correspondem a países históricos, estados ou províncias. Uma região pode incluir uma ou mais divisões, com média de cerca de três divisões por região. No entanto, os limites das regiões e os limites das divisões nem sempre coincidem exatamente. Até agora não houve nenhum movimento para dar as regiões situação administrativa oficial. Se isso era para ser feito, seria presumivelmente requerer que as fronteiras das regiões sejam ligeiramente modificadas de modo a que elas correspondam exatamente com as suas zonas constituintes.
- Regiões de Panjabe
- Regiões de Assã
- Regiões de Guzerate
- Regiões de Maarastra

## Divisões
Alguns dos estados indianos são subdivididos em divisões, cada uma composta por vários distritos:
- Divisões de Assã
- Divisões de Biar
- Divisões de Harianá
- Divisões de Jarcanda
- Divisões de Carnataca
- Divisões de Madia Pradexe
- Divisões de Maarastra
- Divisões de Panjabe
- Divisões de Rajasthan
- Divisões de Utar Pradexe
- Divisões de Utaracanda
- Divisões de Bengala Ocidental

## Distritos
Os estados e territórios (ou divisões) são ainda subdivididas em Distritos (zilla), dos quais existem 739 (2020).

## Subdistritos
Tehsils, talucas, blocos ou mandals (subdistritos mas também pode se referir a divisão), chefiado por um tehsildar ou talukdar, compreendem várias aldeias ou aglomerados de aldeia. Os órgãos governamentais a nível Tehsil são chamados a panchayat samiti.
Estados usam nomes diferentes para seus subdistritos. A informação detalhada é a seguinte:
| Estado            | Subdistrito    | Número de subdistritos |
| ----------------- | -------------- | ---------------------- |
| Andra Pradexe     | Mandal         | 661                    |
| Arunachal Pradexe | Circle         | 149                    |
| Assã              | Circle         | 155                    |
| Bengala Ocidental | C.D.Block      | 341                    |
| Biar              | C.D.Block      | 533                    |
| Chatisgar         | Tehsil         | 97                     |
| Goa               | Taluca         | 12                     |
| Gujarat           | Taluca         | 226                    |
| Harianá           | Tehsil         | 67                     |
| Himachal Pradexe  | Tehsil         | 109                    |
| Jamu e Caxemira   | Tehsil         | 59                     |
| Jarcanda          | C.D.Block      | 210                    |
| Carnataca         | Taluca         | 175                    |
| Madia Pradexe     | Tehsil         | 259                    |
| Maarastra         | Taluca         | 353                    |
| Manipur           | Subdivisão     | 38                     |
| Megalaia          | C.D.Block      | 39                     |
| Mizorã            | C.D.Block      | 22                     |
| Nagalândia        | Circle         | 93                     |
| Orissa            | Police Station | 485                    |
| Panjabe           | Tehsil         | 72                     |
| Querala           | Taluca         | 63                     |
| Rajastão          | Tehsil         | 241                    |
| Siquim            | Subdivisão     | 9                      |
| Tâmil Nadu        | Taluca         | 201                    |
| Telanganá         | Mandal         | 452                    |
| Tripurá           | C.D.Block      | 38                     |
| Utar Pradexe      | Tehsil         | 305                    |
| Utaracanda        | Tehsil         | 49                     |

| Território da União               | Subdistrito      | Número de subdistritos |
| --------------------------------- | ---------------- | ---------------------- |
| Andamão e Nicobar                 | Tehsil           | 7                      |
| Chandigar                         | Tehsil           | 1                      |
| Dadrá e Nagar Aveli e Damão e Diu | Taluca           | 3                      |
| Território da Capital Nacional    | Tehsil           | 27                     |
| Laquedivas                        | Subdivisão       | 4                      |
| Pondicheri                        | Comuna Panchayat | 10                     |

## Nível local

### Blocks(blocos)
O bloco muitas vezes é o próximo nível de divisão administrativa após a tehsil.

### Hoblis
Um hobli é uma subdivisão de um taluca, que grupos adjacentes aldeias no estado de Carnataca. Eles podem ter sido feitos para fins administrativos pela Secretaria da Receita do Estado.

### Aldeias
Aldeias são muitas vezes o mais baixo nível de subdivisões na Índia. Os órgãos governamentais a nível da aldeia são chamados Gram Panchayat, dos quais havia um número estimado de 256 mil em 2002.
Cada Gram Panchayat cobre uma grande aldeia ou um aglomerado de pequenas aldeias com uma população total superior a 500 Gram Sabha. Aglomerados de vilas são também chamados de Hobli ou Patti.

### Habitações
Certas funções e atividades governamentais - incluindo disponibilidade de água limpa, desenvolvimento rural e educação - são monitorados em um nível subaldeia. Estes hamlets são denominados "habitações". A Índia é composta de aproximadamente 1,6 milhões de habitações. Em alguns estados, a maioria das aldeias têm uma única habitação; em outros (nomeadamente Querala e Tripurá), há uma alta proporção de habitações para as aldeias.

## Nível urbano
A municipalidade é uma instituição constituída para o autogoverno local. O governador de um estado pode declarar, através de notificação pública, qualquer região do estado para ser "uma área de transição", "uma área urbana menor" ou "uma área urbana mais vasta", considerando fatores como população, densidade da população, a receita gerada para a administração local, a percentagem de emprego em atividades não-agrícolas, bem como a importância econômica da região. Uma área de transição (uma área de transição a partir de uma rural para uma área urbana) é administrada por um Nagar Panchayat, a área urbana menor por um Conselho Municipal (Nagar Palika), e uma área urbana maior por um Corporação municipal (Nagar Nigam). A área territorial administrada por um município é chamada 'área municipal'. A legislatura de um estado pode, por lei, dotar os municípios com tais poderes, autoridade e responsabilidades que lhes permitam funcionar como instituições de governo próprio, preparar planos de desenvolvimento econômico e da justiça social, desempenhar funções e implementar regimes que lhes foram confiados, incluindo os mencionados na Twelfth Schedule to the Constitution. Além disso, a assembleia legislativa do estado pode conceder poderes adicionais a uma municipalidade, como a autoridade para cobrança, coleta e impostos apropriados, direitos, portagens e taxas.
Todos os assentos de um município são preenchidos por meio de eleição direta, e para este fim, cada área Municipal é dividido em circunscrições territoriais chamados Wards. A assembleia legislativa do estado também pode nomear alguns membros para a representação em um município. Pelo menos um terço do número total de assentos em todos os municípios é reservado para o Scheduled Castes and the Scheduled Tribes. Além disso, um terço do número total de assentos, incluindo os assentos reservados para SC/ST mulheres devem ser reservados para as mulheres e esses bancos possam ser atribuído por rotação. As assembleias legislativa dos estados podem igualmente prever reserva de lugares para a classe de trás (backward) dos cidadãos. O termo de cada município, a menos que, mais cedo dissolvido, é de 5 anos. Em caso de dissolução, um município é dado uma oportunidade razoável de ser ouvido. A eleição municipal deve ser concluída antes do termo da sua duração de 5 anos, e em caso de dissolução, de 6 meses a contar da data da sua dissolução.
A Constituição também estabelece a criação de comitês de divisões, que consiste em um ou mais Wards, dentro da área territorial de um município que tem uma população de 3 lakhs ou mais. A legislatura de um estado tem poderes para fazer provisão com relação à composição e da área territorial de um Comitê Wards; o modo de preenchimento dos assentos em um Comitê Wards. Mais um membro do Município representando o Ward dentro da área territorial do Comitê de Wards será membro dessa Comissão. Em que um comitê Wards, consiste em uma Ward, o membro que representa esse Ward será o presidente do Ward. No caso de ser constituída por dois ou mais Wards, um dos membros representativos desses Wards no Município eleito pelos membros do Comitê de Wards, será o presidente desse comité. A Legislatura tem poderes para tomar provisões para a constituição de comitês, além do Comitê Wards.

### Área metropolitana
Uma área metropolitana é definida como uma região com uma população de um milhão ou mais, composta em um ou mais distritos e que consiste em um ou mais municípios ou panchayats ou de outras áreas contíguas, indicado pelo governador de um estado para ser uma área metropolitana.
As cidades metropolitanas da Índia são: Bombaim, Nova Deli, Calcutá, Chennai, Pune, Haiderabade e Bangalor.